# سرجیو گوی‌کوچه‌آ
سرجیو خاویر گوی‌کوچه‌آ (به اسپانیایی: Sergio Javier Goycochea) (زاده ۱۷ اکتبر ۱۹۶۳) بازیکن فوتبال حرفه‌ای بازنشسته اهل آرژانتین است که در پست دروازه‌بانی ایفای نقش می‌کرده است. از او به عنوان بهترین پنالتی‌گیر تمام دوران یاد می‌شود، دلیل این امر مهار چندین ضربه پنالتی در طول جام‌جهانی فوتبال ۱۹۹۰ است که موجب صعود آرژانتین به دیدار نهایی این مسابقات گردید.

## جام جهانی ۱۹۹۰
گوی‌کوچه‌آ جایگزین نری پومپیدو در تیم ملی آرژانتین بود. هنگامی که پمپیدو در بازی دوم گروهی آرژانتین مقابل کامرون مصدوم شد، گوی‌کوچه‌آ وارد دروازه تیم ملی شد و تا بازی فینال  در ترکیب ثابت باقی ماند. او در مرحله حذفی،   نقش مهمی در صعود آرژانتین به فینال مسابقات ایفا کرد، با یک کلین شیت در پیروزی دور اول حذفی برابر برزیل و درخشش در ضربات پنالتی در دو بازی یکچهارم نهایی و نیمه نهایی مقابل یوگسلاوی و ایتالیا. او در بازی فینال جام جهانی ۱۹۹۰ در برابر آلمان مغلوب پنالتی آندریاس برمه شد که به برتری ۱-۰ آلمان و قهرمانی شاگردان بکن باوئر انجامید. گوی‌کوچه‌آ در پایان این جام به عنوان دروازه بان تیم منتخب جام جهانی انتخاب شد.